# Cyrtodesmus yamaquizu
Cyrtodesmus yamaquizu är en mångfotingart som först beskrevs av Kraus 1960.  Cyrtodesmus yamaquizu ingår i släktet Cyrtodesmus och familjen Cyrtodesmidae. Inga underarter finns listade i Catalogue of Life.